# تپه سرمست ۲
تپه سرمست ۲ مربوط به دوره نوسنگی - دوره عیلامیان - سده‌های میانه دوران‌های تاریخی پس از اسلام است و در شهرستان کرمانشاه، بخش کوزران، دهستان سنجابی، روستای چقاگلینه علیا واقع شده و این اثر در تاریخ ۲۷ اسفند ۱۳۸۶ با شمارهٔ ثبت ۲۲۴۸۲ به‌عنوان یکی از آثار ملی ایران به ثبت رسیده است.